# مصر تتحدث عن نفسها (أغنية)
مصر تتحدث عن نفسها هي قصيدة وطنية لشاعر النيل حافظ إبراهيم وغنتها أم كلثوم.